# 대한민국 민법 제195조
대한민국 민법 제195조는 점유보조자에 대한 민법 물권법 점유권상 조문이다. 2016년 12월 20일 법률 제14409호로 일부개정되어 2016년 12월 20일 시행되었다. 부부 관계나 근로자와 사용자 관계의 경우 점유자가 아닌 점유보조자로 규정하는 조항이다.

## 조문
제195조(점유보조자) 가사상, 영업상 기타 유사한 관계에 의하여 타인의 지시를 받어 물건에 대한 사실상의 지배를 하는 때에는 그 타인만을 점유자로 한다.

第195條(占有補助者) 家事上, 營業上 其他 類似한 關係에 依하여 他人의 指示를 받어 物件에 對한 事實上의 支配를 하는 때에는 그 他人만을 占有者로 한다.

## 비교 조문
민법 제758조(공작물등의 점유자, 소유자의 책임) ①공작물의 설치 또는 보존의 하자로 인하여 타인에게 손해를 가한 때에는 공작물점유자가 손해를 배상할 책임이 있다. 그러나 점유자가 손해의 방지에 필요한 주의를 해태하지 아니한 때에는 그 소유자가 손해를 배상할 책임이 있다.
②전항의 규정은 수목의 재식 또는 보존에 하자있는 경우에 준용한다.
③전2항의 경우 점유자 또는 소유자는 그 손해의 원인에 대한 책임있는 자에 대하여 구상권을 행사할 수 있다. <개정 2022.12.13>

## 해설
본 조항이 적용되기 위해서는 1) 사실상의 지배, 2) 점유보조관계 등이 필요하다. 본 조에 예시된 가사상, 영업상의 관계 외에 계약, 친족법 또는 공법에 기해서도 점유보조관계가 발생할 수 있다
‘지시를 받아’로 써야 할 것을 ‘지시를 받어’로 표기한 오자가 있다.

## 사례
가게의 종업원, 가사도우미, 은행텔러 등이 점유보조자의 예이다.

## 판례

### 부부 사이에 점유보조자가 아닌 공동점유자
남녀평등의 원칙상 부부 사이에는 명령, 복종관계가 인정될 수 없으므로 처는 부의 점유보조자가 아니고 최근의 판례 역시 같은 태도를 취하여 "단순한 점유보조자에 불과한 것이 아니라 공동점유자"로 본다.

### 점유보조자는 공작물점유자의 책임을 지지 않음
- 가사상, 영업상 기타 유사한 관계에 의하여 타인의 지시를 받아서 공작물에 대한 사실상의 지배를 하는 자가 민법 제758조 제1항에 의한 공작물 점유자의 책임을 부담하는 자에 해당하지 않는다[4]

## 참고 문헌
- 오현수, 일본민법, 진원사, 2014. ISBN 978-89-6346-345-2
- 오세경, 대법전, 법전출판사 , 2014 ISBN 978-89-262-1027-7
- 이준현 , LOGOS 민법 조문판례집, 미래가치, 2015. ISBN 979-1-155-02086-9
- 이상태, 물권법, 법원사, 2015. ISBN 9788991512962

## 같이 보기
- 점유권
- 점유보조자
- 신탁
- 횡령